# Lijepe umjetnosti
U europskoj akademskoj tradiciji, lijepe umjetnosti su estetske prirode ili kreativnog izražavanja. 
Razlikuju se od pop arta, dekorativne ili primijenjene umjetnosti, iako imaju i neku praktičnu funkciju, kao što je to slučaj u keramici. U teoriji estetike koja se pojavila tijekom talijanske renesanse, najviša umjetnost bila je puni izraz i prikaz umjetnikove mašte, neograničena bilo kakvim praktičnim razmatranjima kao što su npr. u izradi ukrasnog čajnika. Također se smatralo važnim da jedna osoba radi sve, odnosno da posao nije podijeljen među nekoliko ljudi sa specijaliziranim vještinama, poput izrade namještaja. Čak i u likovnoj umjetnosti postojala je hijerarhija žanrova jer slikanje povijesne slike i mrtve prirode nije bilo isto, odnosno, količine kreativnog rada.